# Зарбог
Зарбог (тадж. Зарбоғ, до марта 2022 г. — тадж. Ҷонқирғиз) — село в Нурафшонском сельском джамоате Лахшского района. Расстояние от села до центра района — 16 км, до центра джамоата — 12 км. Население — 1645 человек (2017 г.), таджики.